# Al Mintaqah al Wusta
Al Mintaqah al Wusta (en árabe المنطقة الوسطى) era un municipio de Baréin en la zona septentrional del país. En la actualidad su territorio se encuentra dividido entre las Gobernaciones Central y Norte.